# Signy-le-Petit
Signy-le-Petit ist eine französische Gemeinde mit 1219 Einwohnern (Stand 1. Januar 2022) in der Region Grand Est im Département Ardennes. Sie liegt im Arrondissement Charleville-Mézières und ist Teil des Kantons Rocroi.

## Geografie
Signy-le-Petit liegt im Tal des Flusses Gland, fünf Kilometer südlich der Grenze zu Belgien im Regionalen Naturpark Ardennen. Die nördliche Gemeindegrenze ist auch die Staatsgrenze zum benachbarten Belgien. Hier verläuft das Flüsschen Artoise.
Der Bahnhof Signy-le-Petit lag an der Bahnstrecke Charleville-Mézières–Hirson.

## Feldflugplatz im Zweiten Weltkrieg
Beim Vormarsch der deutschen Wehrmacht nach Beginn ihres Westfeldzugs wurde Weideland bei Signey-le-Petit Mitte Mai 1940 kurzfristig zu einem Feldflugplatz umfunktioniert. Diesen nutzten bis Anfang Juni 1940 Bf 109E von Stab und III. Gruppe des Jagdgeschwaders 2, wobei anfangs für einige Tage auch noch die I. Gruppe des Jagdgeschwaders 21 hinzu kam. Anschließend lag hier noch für einige Tage in der ersten Junihälfte 1940 als letzter Verband der Luftwaffe für einige Tage die IV. (Stuka-)Gruppe des Lehrgeschwaders 1 mit ihren Ju 87B.

## Bevölkerungsentwicklung
| Jahr      | 1962 | 1968 | 1975 | 1982 | 1990 | 1999 | 2007 | 2018 |
| Einwohner | 1821 | 1592 | 1543 | 1361 | 1280 | 1314 | 1292 | 1218 |

## Sehenswürdigkeiten

Kirche Saint-Nicolas

- Kirche Saint-Nicolas